# 板額御前
板額御前（はんがく ごぜん、生没年不詳）は、平安時代末期から鎌倉時代初期にかけての武将。名は『吾妻鏡』では「坂額」とされているが、後の古浄瑠璃などの文学作品では「板額」と表記されている。ほかに飯角とも。城資国の娘。兄弟に城資永、城長茂らがいる。日本史における数少ない女武将の一人で、古くから巴御前とともに女傑の代名詞として「巴板額」（ともえ はんがく）と知られてきた。

## 生涯
城氏は越後国の有力な平家方の豪族であったが、治承・寿永の乱を経て没落、一族は潜伏を余儀なくされる。『吾妻鏡』の建仁元年（1201年）には、越後国において板額の甥に当たる城資盛（資永の子）の挙兵が見える（建仁の乱）。これは板額の兄の長茂（資茂とも）の鎌倉幕府打倒計画に呼応したものであり、長茂自身は程なく京において討ち取られるが、資盛は要害の鳥坂城に拠って佐々木盛綱らの討伐軍を散々にてこずらせた。
板額は、反乱軍の一方の将として奮戦した。『吾妻鏡』では「女性の身たりと雖も、百発百中の芸殆ど父兄に越ゆるなり。人挙て奇特を謂う。この合戦の日殊に兵略を施す。童形の如く上髪せしめ腹巻を着し矢倉の上に居て、襲い到るの輩を射る。中たるの者死なずと云うこと莫し」と書かれている。
しかし最終的には藤沢清親の放った矢が両脚に当たり捕虜となり、それとともに反乱軍は崩壊する。板額は鎌倉に送られ、2代将軍・源頼家の面前に引き据えられるが、その際全く臆した様子がなく、幕府の宿将達を驚愕せしめた。この態度に深く感銘を受けた甲斐源氏の一族で山梨県中央市浅利を本拠とした浅利義遠（義成）は、頼家に申請して彼女を妻として貰い受けることを許諾された。その後、一男一女をもうけたという。
板額は義遠の妻として甲斐国に移り住み、同地において生涯を過ごしたと伝えられている。義遠が本拠とした山梨県中央市浅利に近い笛吹市境川町小黒坂には板額御前の墓所と伝わる板額塚がある。
容姿に関して『吾妻鏡』では「但し顔色に於いては、ほとほと陵園の妾に配すべし（但於顏色殆可配陵薗妾）」「件の女の面貌宜しきに似たりと雖（いえど）も心の武（たけ）きを思えば」、すなわち美人の範疇に入ると表現されているが、『大日本史』など後世に描かれた書物では不美人扱いしているものもある。これは、美貌と武勇豪腕（弓）とのアンバランスを表現したものが誤解されたためと解釈される。
生誕地とされる熊野若宮神社（新潟県胎内市飯角）には、2001年（平成13年）板額御前奮戦800年祭（鳥坂城奮戦800年を記念）が開かれた際、旧中条町によって石碑が建てられている。
一説に身長6尺2寸（約188cm）といわれる。

## 続柄
板額が歴史書に登場するのは『吾妻鑑』の記事（建仁元年5月、6月部分）のみで、城資盛の叔母と書かれている。弓を引き続ける体力があり、子を産める年齢だとすれば、資盛と年の近い若い叔母であったと思われ、兄とされる城資永・城長茂兄弟の実の妹とは年齢的に考えにくく、資永の最後の妻の妹ではないかとする説もある。

## 後世
のちに浄瑠璃・歌舞伎上の人物となった。また、江戸時代以降、醜女の蔑称ともなった。これは原文で「容姿は美人ゆえに後宮で妬まれ、陵園（皇帝の陵墓）に送られて一生を過ごした女性に匹敵する」と述べている個所を、江戸時代に出版された伏見版や寛永版の付訓で、『但し顔色に於いては殆ど陵園の妾より醜かる可しと』と読み下したことで、「陵園の妾より醜い」という誤った解釈が広まったからである。

## 画像集

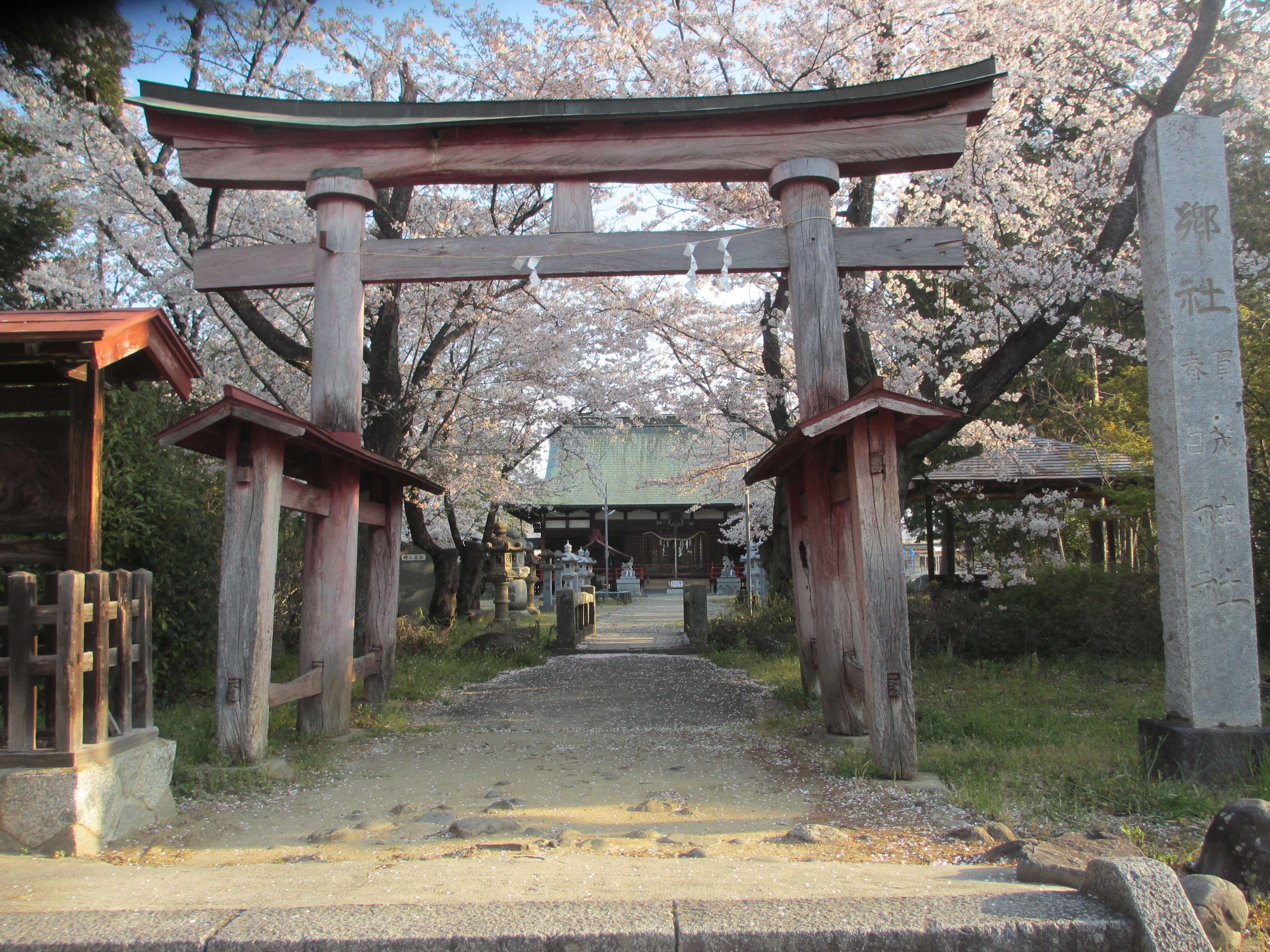
賀茂春日神社（ JR春日居町駅近く、板額御前の弓・薙刀・小刀が伝わる）
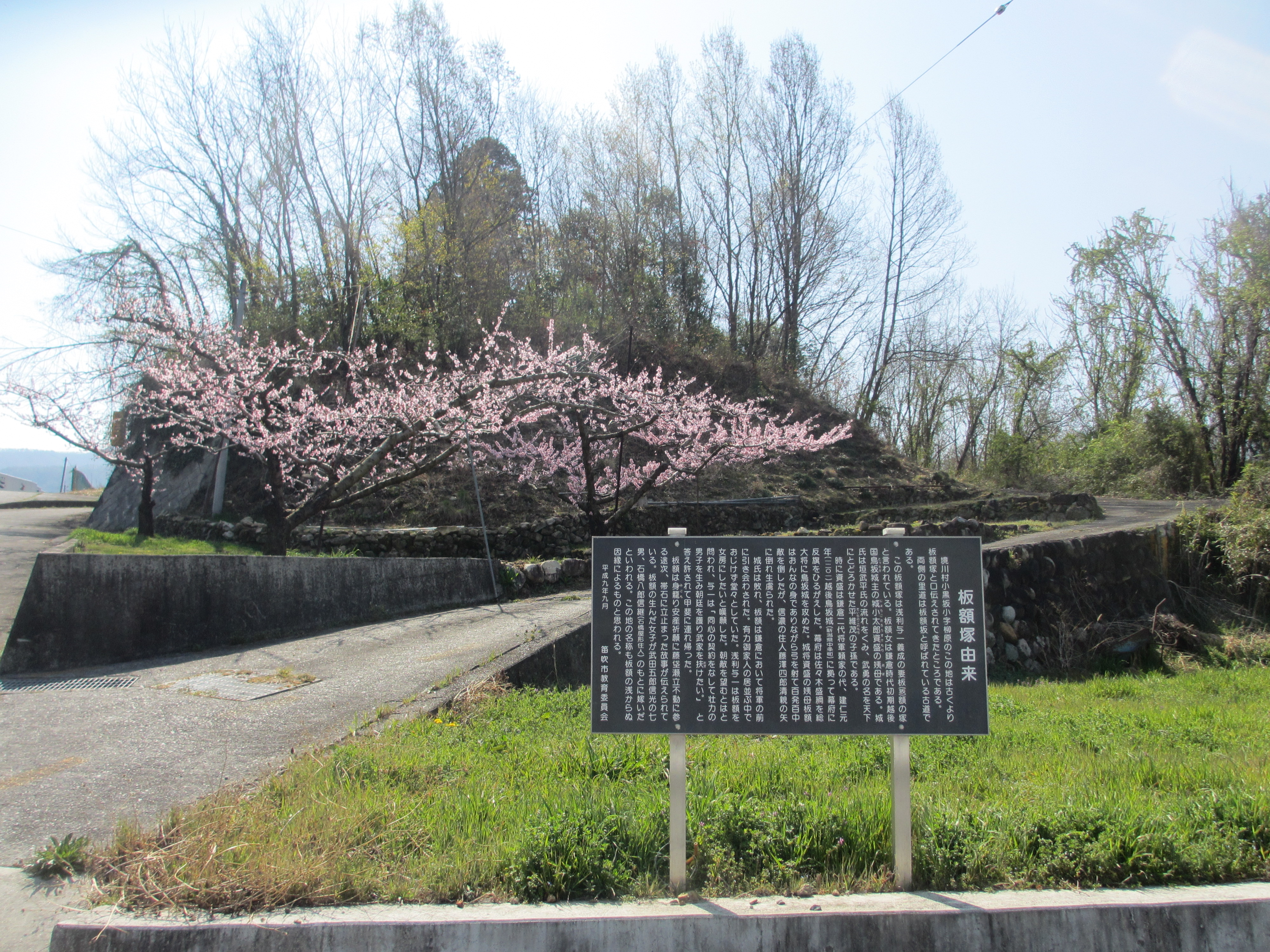
板額塚、全体像（笛吹市境川町石橋2438、板額坂交差点）
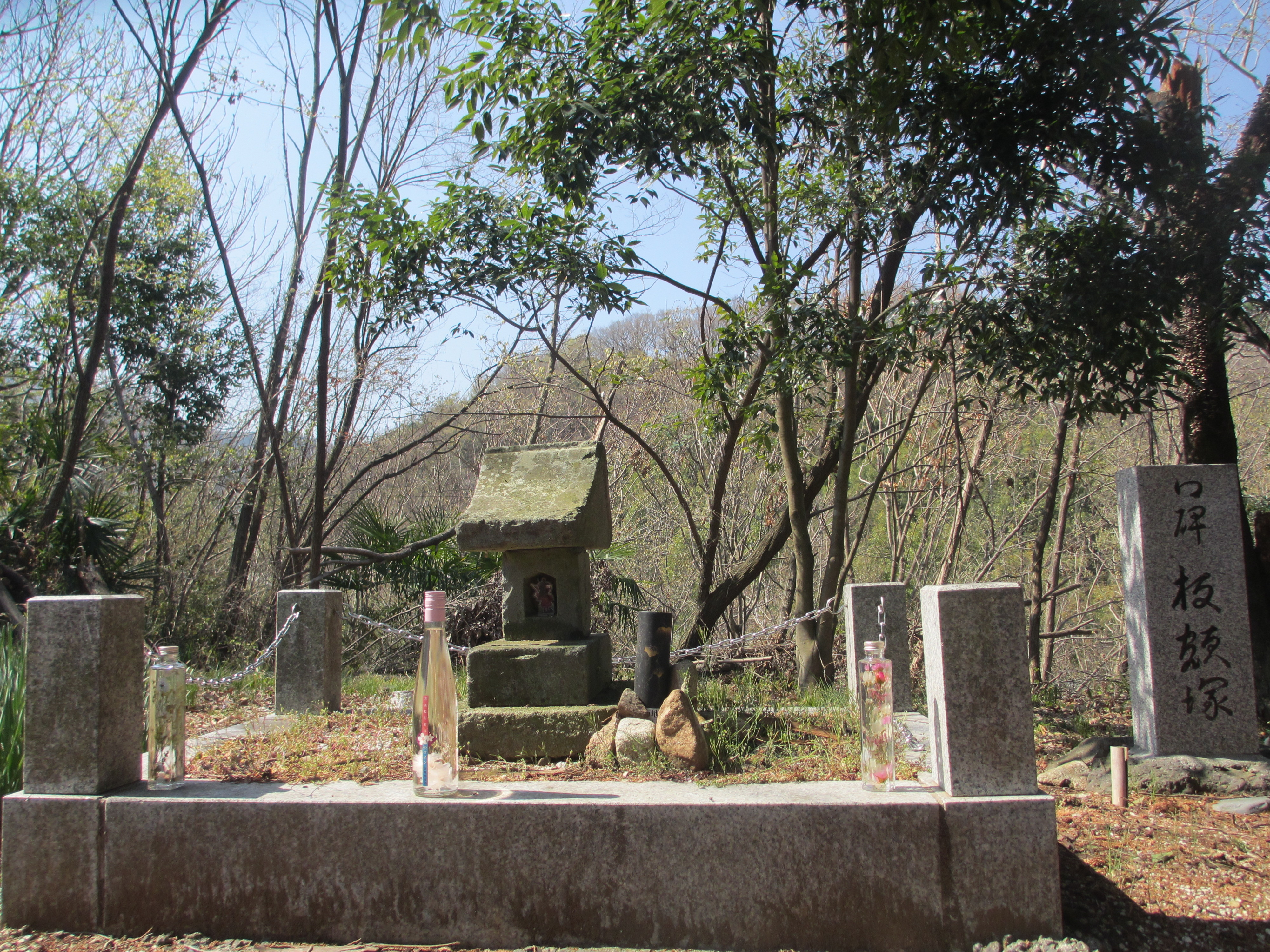
口碑板額塚（板額御前の娘の塚で、本人の墓は上向山地区にある説有）
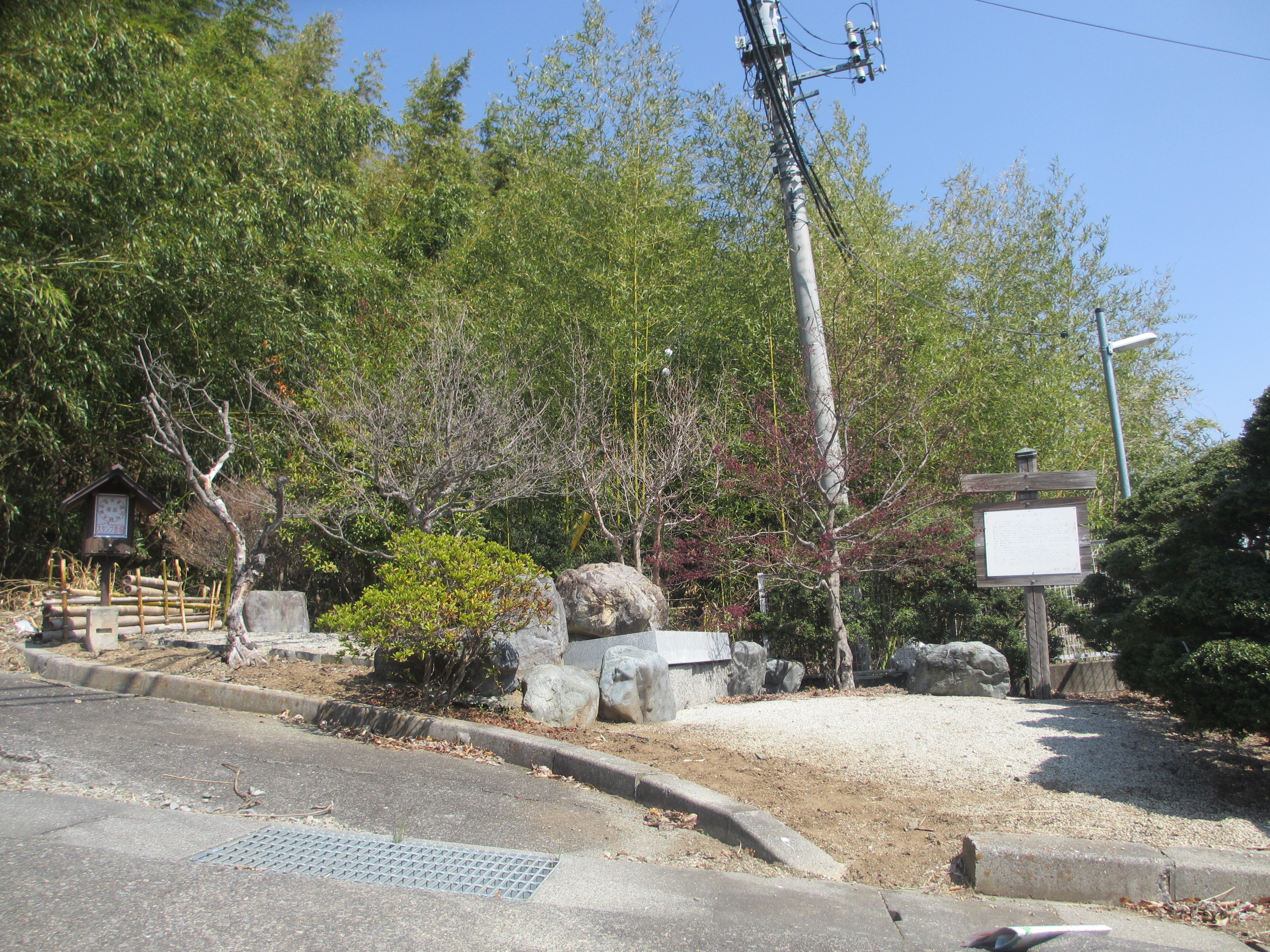
板額の帯石（板額御前が安産祈願に藤垈瀬立不動に参る途次、立止まった）
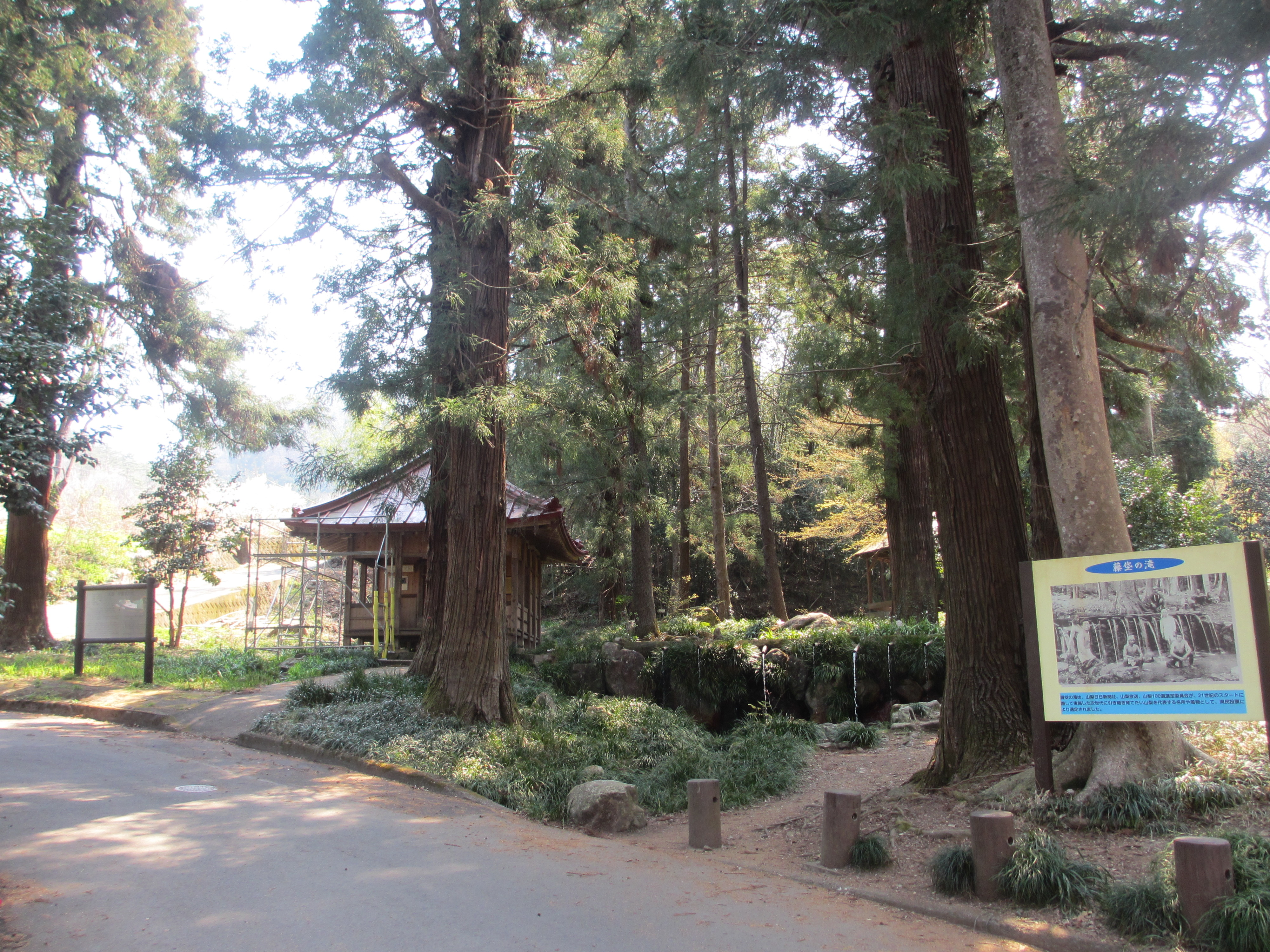
瀬立又は芹沢不動と藤垈の滝（新羅三郎義光公開基）
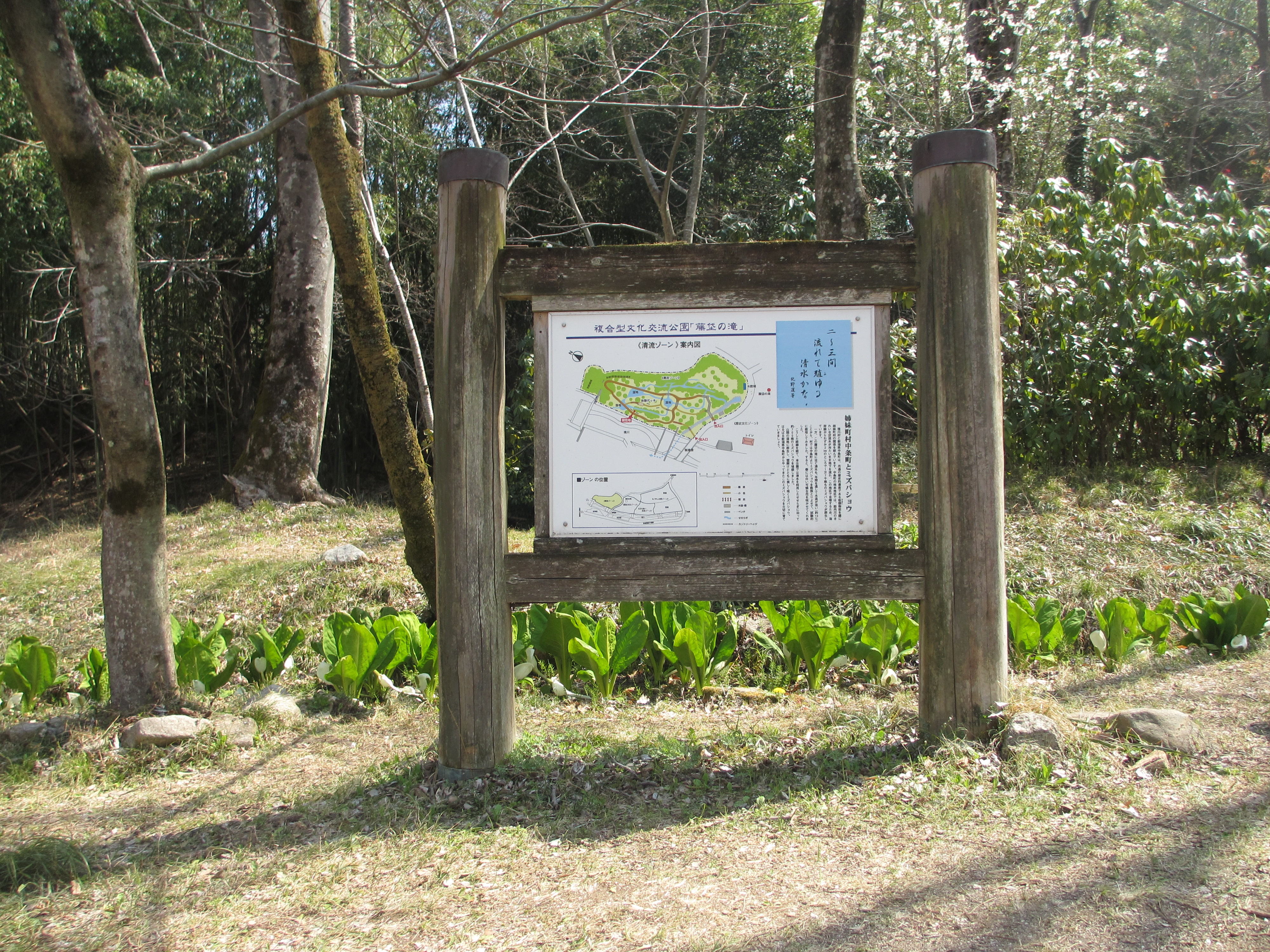
藤垈の滝公園案内図（板額御前の地元、新潟県中条町からのミズバショウ）
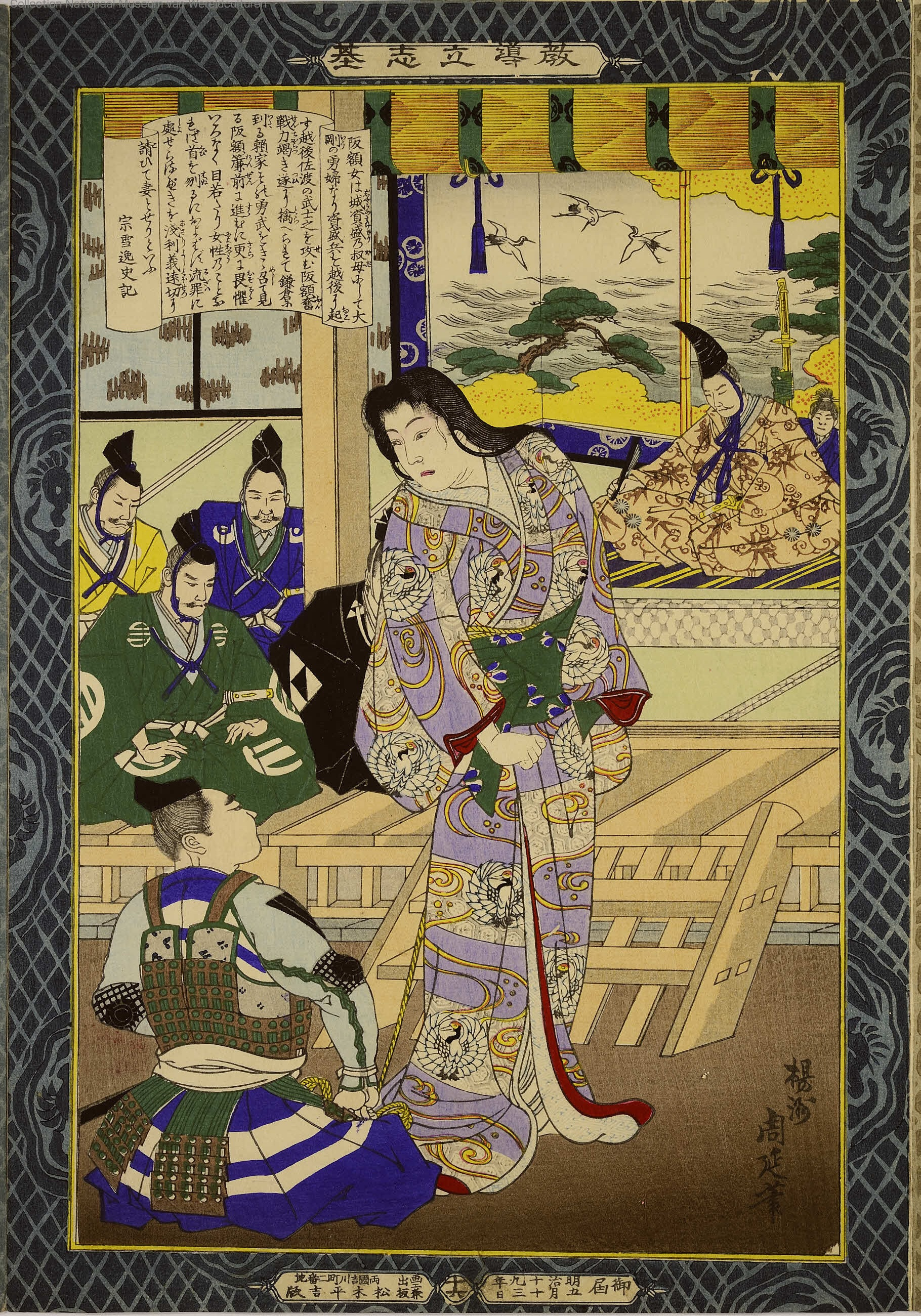
「教導立志基」より『阪額』、楊洲周延筆。頼家の面前でも毅然としていた様子を描いたもの。